# Резолюція Генеральної Асамблеї ООН 68/262
Резолю́ція Генера́льної Асамбле́ї ОО́Н про територіа́льну ці́лісність Украї́ни № 68/262 була ухвалена 27 березня 2014 року на 68-й сесії Генеральної Асамблеї ООН відкритим голосуванням країн-членів ООН, 100 з яких висловилися «за», 11 — «проти», а 58 країн «утримались». Дане засідання Генасамблеї ООН було скликане спеціально для розгляду питання збройної окупації Росією території України, а саме Кримського півострова.

## Автори постанови

Мапа, що показує голосування за резолюцію 68/262 Генеральної Асамблеї ООН в Європі.
За
Проти
Утримались
Відсутні
Не член ООН

Авторами цієї постанови виступили Німеччина, Канада, Коста-Рика, Литва, Польща та Україна. Згодом до співавторства долучилася ще велика кількість країн, серед яких Австралія, Австрія, Бельгія, Хорватія, Чехія, Данія, Естонія, Франція, Грузія, Швеція, Туреччина, Велика Британія, США, Ісландія, Італія, Японія, Норвегія та інші.
Український голова МЗС Андрій Дещиця заявив на засіданні, що ця резолюція ставить питання про саму потребу існування ООН:
|  | Якщо ви голосуєте за цю резолюцію, то ви підтримуєте Хартію про створення ООН, якщо ви голосуєте проти – то це нічого хорошого не принесе |

## Резолюція
Резолютивна частина займає лише одну сторінку і складається з шести пунктів. В документі немає ані слова про засудження дій Росії. Анексія нею Криму не згадана взагалі. В тексті відсутня навіть чітка фраза про те, що Крим є невід'ємною частиною України.
Проте відразу кілька пунктів резолюції підтверджують визнання територіальної цілісності України «у міжнародно визнаних кордонах». На 27 березня 2014 р. жодна міжнародна інституція не визнала анексію Криму та Севастополя, а тому
термін «міжнародно визнані кордони» не дає можливості трактувати Крим інакше, аніж як територію України. Також резолюція Генеральної Асамблеї ООН заявляє про невизнання кримського «референдуму».
Згідно з проєктом, Генасамблея ООН
|  | Закликає всі держави, міжнародні організації та спеціалізовані установи не визнавати ніяких змін статусу Автономної Республіки Крим та міста Севастополя на підставі вищезазначеного референдуму і утримуватися від будь-яких дій або поведінки, які можуть бути інтерпретовані як визнання будь-якої зміни статусу. Оригінальний текст (англ.) Calls upon all States, international organizations and specialized agencies not to recognize any alteration of the status of the Autonomous Republic of Crimea and the city of Sevastopol on the basis of the above-mentioned referendum and to refrain from any action or dealing that might be interpreted as recognizing any such altered status. |

## Голосування

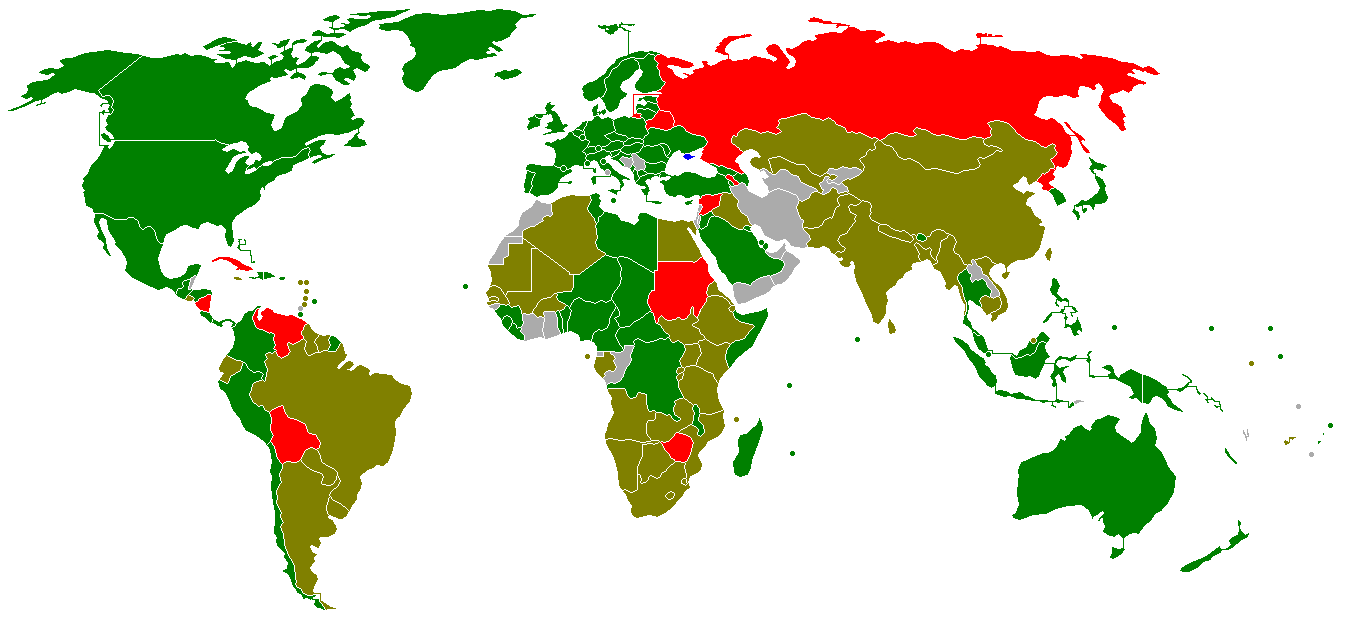
Мапа, що показує результати голосування за Резолюцію:
За
Проти
Утрималися
Відсутні
Крим

«За» відповідну резолюцію проголосували 100 країн-членів ООН, включаючи авторів постанови.
«Проти» проголосували 11 країн: Росія, Вірменія, Білорусь, Болівія, Куба, КНДР, Нікарагуа, Судан, Сирія, Зімбабве, Венесуела.
58 країн-членів ООН на чолі з Китаєм утримались під час голосування. При цьому китайський представник заявив, що його країна не бажає збільшення конфронтації.
Наступного дня директор Департаменту інформаційної політики МЗС Євген Перебийніс звинуватив Росію у тиску та залякуванні країн-членів ООН. Він заявив:
|  | У нас є всі підстави говорити про тиск з боку Росії і досить жорсткий тиск на цілий ряд країн, в тому числі і на ті, що проголосували проти резолюції, але не тільки. А те, що багато країн не піддались на такий тиск і не голосували проти резолюції, це ще раз підтверджує той незаперечний факт, що Росія на сьогодні перебуває в міжнародній ізоляції. |

Разом з тим радіостанція «Deutsche Welle» повідомляє, що Росія чинила масований тиск на низку східноєвропейських і центральноазійських країн, домагаючись від них не оголошувати кримський референдум недійсним. «Deutsche Welle» зазначає з посиланням на дипломатів, що Москва навіть погрожувала Молдові, Киргизстану, Таджикистану та низці інших країн штрафними санкціями у випадку їхньої підтримки резолюції Генеральної Асамблеї ООН.
| Голос      | Кількість | Держави | Відсоток світового населення | Відсоток голосів | Відсоток членів ООН разом |
| ---------- | --------- | --- | ---------------------------- | ---------------- | ------------------------- |
| за         | 100       | Албанія, Андорра, Австралія, Австрія, Азербайджан, Багамські Острови, Бахрейн, Барбадос, Бельгія, Бенін, Бутан, Болгарія, Камерун, Канада, Кабо-Верде, Центральноафриканська Республіка, Чад, Чилі, Колумбія, Коста-Рика, Хорватія, Кіпр, Чехія, Демократична Республіка Конго, Данія, Домініканська Республіка, Естонія, Фінляндія, Франція, Грузія, Німеччина, Греція, Гватемала, Гвінея, Гаїті, Гондурас, Угорщина, Ісландія, Індонезія, Ірландія, Італія, Японія, Йорданія, Кірибаті, Кувейт, Латвія, Ліберія, Лівія, Ліхтенштейн, Литва, Люксембург, Македонія, Мадагаскар, Малаві, Малайзія, Мальдіви, Мальта, Маршаллові Острови, Маврикій, Мексика, Мікронезія, Молдова, Монако, Чорногорія, Нідерланди, Нова Зеландія, Нігер, Нігерія, Норвегія, Палау, Панама, Папуа Нова Гвінея, Перу, Філіппіни, Польща, Португалія, Катар, Румунія, Самоа, Сан-Марино, Саудівська Аравія, Сейшельські Острови, Сьєрра-Леоне, Сінгапур, Словаччина, Словенія, Соломонові Острови, Сомалі, Іспанія, Південна Корея, Швеція, Швейцарія, Таїланд, Того, Тринідад і Тобаго, Туніс, Туреччина, Україна, Велика Британія, США | 33.80%                       | 59.17%           | 51.81%                    |
| проти      | 11        | Вірменія, Білорусь, Болівія, Куба, Нікарагуа, КНДР, Росія, Судан, Сирія, Венесуела, Зімбабве | 4.49%                        | 6.51%            | 5.70%                     |
| утрималися | 58        | Афганістан, Алжир, Ангола, Антигуа і Барбуда, Аргентина, Бангладеш, Ботсвана, Бразилія, Бруней, Буркіна-Фасо, Бурунді, Камбоджа, КНР, Коморські Острови, Джибуті, Домініка, Еквадор, Єгипет, Сальвадор, Еритрея, Ефіопія, Фіджі, Габон, Гамбія, Гаяна, Індія, Ірак, Ямайка, Казахстан, Кенія, Лесото, Малі, Мавританія, Монголія, Мозамбік, М'янма, Намібія, Непал, Науру, Пакистан, Парагвай, Руанда, Сент-Кіттс і Невіс, Сент-Люсія, Сент-Вінсент і Гренадини, Сан-Томе і Принсіпі, Сенегал, ПАР, Південний Судан, Шрі-Ланка, Суринам, Свазіленд, Танзанія, Уганда, Уругвай, Узбекистан, В'єтнам, Замбія | 58.15%                       | 34.32%           | 30.05%                    |
| відсутні   | 24        | Беліз, Боснія і Герцеговина, Республіка Конго, Кот-д'Івуар, Екваторіальна Гвінея, Гана, Гренада, Гвінея-Бісау, Іран, Ізраїль, Киргизстан, Лаос, Ліван, Марокко, Оман, Сербія, Таджикистан, Східний Тимор, Тонга, Туркменістан, Тувалу, Об'єднані Арабські Емірати, Вануату, Ємен | 3.56%                        | –                | 12.44%                    |
| Разом      | 193       | – | –                            | 100%             | 100%                      |

## Значення
Резолюція Генеральної Асамблеї ООН носить консультативний характер, але на неї спиратимуться всі інші рішення.
Постійний представник США при ООН Саманта Пауер вважає, що ухвалена Генасамблеєю ООН резолюція щодо територіальної цілісності України свідчить про те, що світ не сприйме анексію Криму Росією. Вона написала у своєму Твіттері, що
|  | Сьогоднішня резолюція ООН дала зрозуміти: світ не прийме незаконної анексії Росією Криму |

Представник Японії пояснив, що:
|  | це не питання України чи Європи, бо будь-яке застосування сили для зміни кордонів – це виклик усьому світу. |